# هاینتس مارشل
هاینتس مارشل (آلمانی: Heinz Marchel؛ زادهٔ ۹ ژوئن ۱۹۶۷) دوچرخه‌سوار اهل اتریش است. وی در مسابقات ملی دوچرخه‌سواری جاده اتریش در سال ۱۹۹۶ قهرمان شده است.